# Wild Mood Swings
Wild Mood Swings is het tiende studioalbum van de Britse newwaveband The Cure dat uitkwam op 21 mei 1996.

## Geschiedenis
Na Wish leek het dat de band, na het vertrek van Porl Thompson en Boris Williams, uit elkaar zou vallen. Simon Gallup moest op vakantie vanwege gezondheidsproblemen waardoor The Cure nog maar bestond uit Robert Smith en Perry Bamonte. Smith en Bamonte hielden zich sterk en na de terugkomst van Gallup haalden ze Roger O'Donnell over om terug bij de band te komen. Dit is het eerste album waarop Jason Cooper te horen is achter het drumstel. Hij drumde niet alle nummers op dit album.
Het album kreeg geen goede kritiek van de fans, vooral de fans die hielden van de "gothic" uitstraling van de band. Het album is het Cure album dat het meeste naar "pop" klinkt. Het album werd ook bekritiseerd door sommigen omdat het enerzijds te krampachtig vernieuwend wilde zijn, maar anderzijds te veel Cure-gimmicks vertoonde die al in meerdere andere albums te horen waren. Het feit dat het album pas 4 jaar na hun laatste album uitkwam, hielp de verkoop ook niet. Van alle nummers gespeeld tijdens de promotie tour van "Wild Mood Swings" worden alleen nog de nummers Want en Jupiter Crash nog gespeeld.

## Nummers
- Alle nummers zijn gemaakt door Bamonte/Cooper/Gallup/O'Donnell/Smith behalve Club America, deze is door Bamonte/Cooper/Gallup/Smith gemaakt.

1. "Want" - 5:06
2. "Club America" - 5:01
3. "This Is a Lie" - 4:29
4. "The 13th" - 4:08
5. "Strange Attraction" - 4:19
6. "Mint Car" - 3:32
7. "Jupiter Crash" - 4:15
8. "Round & Round & Round" - 2:38
9. "Gone!" - 4:31
10. "Numb" - 4:49
11. "Return" - 3:28
12. "Trap" - 3:37
13. "Treasure" - 3:45
14. "Bare" - 7:56

Bonusnummer
15. "It Used to Be Me" - 6:50 (Staat alleen op de Japanse editie van Wild Mood Swings, in de rest van de wereld als B-kant van The 13th.

## Samenstelling
- Robert Smith - Basgitaar, gitaar, zang
- Perry Bamonte - Basgitaar, gitaar
- Jason Cooper - Percussie, drums
- Simon Gallup - Basgitaar
- Roger O'Donnell - Keyboards

### Overige samenstelling
Koperblazers
- Jesus Alemany - Trompet
- John Barclay - Trompet
- Steve Dawson - Trompet
- Richard Edwards - Trombone
- Sid Gauld - Trompet
- Will Gregory - Saxofoon
- Steve Sidwell - Trompet

Snaarinstrumenten
- Mister Chandrashekhar - Viool
- Sue Dench - Altviool
- Leo Payne - Viool
- Audrey Riley - Cello
- Chris Tombling - Viool

Percussie
- Ronald Austin - Drums op This Is a Lie
- Louis Pavlou - Drums op Club America
- Mark Price - Drums op Mint Car, Trap en Treasure

## Productie
- Producenten - Steve Lyon, Robert Smith
- Ingenieur - Steve Lyon
- Mixing - Paul Corkett, Spike Drake, Paul Q. Kolderie, Tom Lord-Alge, Steve Lyon, Alan Moulder, Tim Palmer, Mark Saunders, Adrian Maxwell Sherwood, Sean Slade, Robert Smith
- Mastering - Ian Cooper
- Arrangers - Ronald Austin, Sid Gauld, Will Gregory, Audrey Riley, Robert Smith
- Kunst afdeling - The Cure, Andy Vella

## Singles
- Januari 1996 - "The 13th" (B-kant: "It Used To Be Me", "Ocean" en "Adonais")
- Mei 1996 - "Mint Car" (B-kant: "Home", "Waiting" en "A Pink Dream")
- Juni 1996 - "Gone!" (in Europa)
- Februari 1997 - "Strange Attraction" (in de Verenigde Staten)

## Hitlijsten
Album - Billboard (Noord-Amerika)
- 1996 - The Billboard 200 - Positie 12

Singles - Billboard (Noord-Amerika)
- 1996 - "Mint Car" - Modern Rock Tracks - Positie 14
- 1996 - "Mint Car" - The Billboard Hot 100 - Positie 58
- 1996 - "The 13th" - Hot Dance Music/Maxi-Singles Sales - Positie 11
- 1996 - "The 13th" - Modern Rock Tracks - Positie 15
- 1996 - "The 13th" - The Billboard Hot 100 - Positie 44